# Teriitua Tuavira Pōmare
Teriitua Tuavira Pōmare (17 de dezembro de 1847 - 9 de abril de 1875) foi um membro da família real de Tahiti, a dinastia Pōmare, que viveu no tempo do protetorado francês do Reino de Tahiti (1842-1880).

## Biografia
Ele foi o último filho da Rainha Pōmare IV do Tahiti e do Príncipe consorte Ariifaaite do Tahiti, um chefe de Huahine.

## Educado na França
Na idade de 15, a pedido de sua mãe e com o acordo do governador francês La Richerie, ele foi enviado com um grupo de jovens aristocratas polinésia para a França para terminar sua educação. Ele viveu na França 1862-1865 e adquiriu um bom conhecimento da língua francesa. Ele também era um intérprete de estudante para assuntos indígenas.

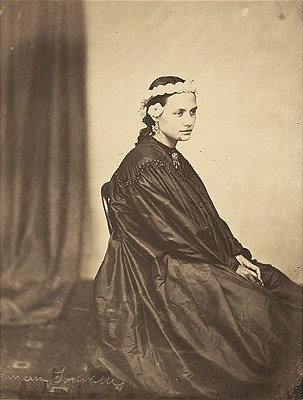
Princesa Tuavira Joinville de Tahiti.

## Casamento e descendentes
Em junho de 1868, casou-se com Isabelle Vahinetua Shaw, que tinha uma mãe Tahitian e pai Inglês.
Este casamento produziu um filho:
- Príncipe Teri'ihinoiatua Pōmare (1869 - 1916), cujos descendentes ainda vivem na Polinésia Francesa.